# 河田結衣
河田 結衣は、日本のAV女優。

## 出演作品

### 2013年
- 『SOD女子社員 他部署で評判のウブで可愛い入社1年目の新卒3名が大抜擢!!元制作部、原波瑠(はらはる)元総務部、河田結衣(かわだゆい)元経理部、坂上茜(さかがみあかね)「初めまして、私達が新しいSOD宣伝部です」SOD看板娘Vol.1』（主演: 桜井彩）[1]

### 2014年
- 『SOD女子社員はなぜ人前でSEXまでするのか?』（主演: 桜井彩）[2]
- 『SOD女子社員入社1年目宣伝部坂上茜 ガチ処女喪失 SOD看板娘vol.3』（主演: 坂上茜）[3]
- 『SOD宣伝部 浅野えみ×原波瑠×河田結衣「私達一肌脱ぎます」SOD看板娘Vol.4 』（主演: 浅野えみ）[4]
- 『2014年度ソフト・オン・デマンド入社式 わたしね、4月からソフト・オン・デマンドっていう会社に入ったの・・・』（主演: 原波瑠）[5]